# Pop Jam
POP JAM (ポップジャム) est une émission de variétés japonaise diffusée entre avril 1993 et mars 2007 sur la NHK. Elle est remplacée par l'émission musicale Music Japan.